# メアリー・オア
メアリー・キャスウェル・オア（Mary Caswell Orr、1910年12月21日 - 2006年9月22日）は、アメリカ合衆国の女優、小説家である。『コスモポリタン』誌1946年5月号に掲載された短編小説"The Wisdom of Eve"（イヴの知恵）の著者であり、この小説を原作とした1950年の映画『イヴの総て』は同年のアカデミー賞を受賞した。

## 若年期
オアは1910年12月21日にニューヨーク・ブルックリンで生まれた。オアが子供の頃に、一家はオハイオ州カントンに移り住んだ。シラキュース大学とマンハッタンのアメリカン・アカデミー・オブ・ドラマティック・アーツで学んだ。

## キャリア
『ニューヨーク・タイムズ』紙に掲載されたオアの追悼記事によると、"The Wisdom of Eve"は、女優エリザベート・ベルクナーがオアに語った、かつて付き人をしていた無名の女性とのエピソードにを元にして書いたという。オアが書いたラジオドラマが1949年にNBCで放送され、それがきっかけでこの小説が『イヴの総て』として映画化された。オアは20世紀フォックスに5千ドルで著作権を売却したため、『イヴの総て』のスタッフロールにオアの名前は出て来ないが、オアは原作に対して映画脚本家組合賞を受賞している。
1947年にイギリス出身の演出家・劇作家のレジナルド・デナムと結婚し、以後、私生活ではメアリー・オア・デナムを名乗った。
1964年、オアは夫のデナムとともに、"The Wisdom of Eve"を元に同名の演劇作品を制作し、1979年にオフブロードウェイで上演した。1970年、映画『イヴの総て』を元にしたミュージカル『アプローズ』が公開され、ブロードウェイで大ヒットした。『アプローズ』には、（映画には入っていなかった）原作者メアリー・オアのクレジットが入っていた。オアは"The Wisdom of Eve"の続編"More About Eve"（イヴの詳細）を執筆し、1951年7月に『コスモポリタン』誌に掲載された。
オアとデナムの演劇作品のうち、ブロードウェイで公開されたものは『アプローズ』のほかに4作品あった。最初の作品で最も成功した"Wallflower"は、1944年に192回の公演を行った。"Round Trip"が1945年に、"Dark Hammock"が1946年に上演を開始した。4作目の"Be Your Age"は1953年にブロードウェイに登場した。オアはブロードウェイの舞台に出演し、その中には自身の作品である"Wallflower"と"Dark Hammock"も含まれていた。"Wallflower"は1948年に映画化された。
オアは生涯で、単独または夫と共同で、5冊の本と40本のテレビ脚本を書いた。

## 死去
2006年、肺炎によりマンハッタンで死去した。夫のデナムは1983年に死去していた。

## 作品
- Diamonds in the Sky (1957)
- A Place to Meet (1961)
- The Tejera Secrets (1974)
- Rich Girl, Poor Girl (1975)
- Lucky Star (1986)